# Looiersgracht (schip, 1987)
De Looiersgracht is een vrachtschip van bevrachtingskantoor Spliethoff. De thuishaven van dit schip is Amsterdam. Op dit schip staan 2 kranen die elk 50 ton kunnen hijsen.